# Till Helmke
Pour les articles homonymes, voir Helmke.
Till Helmke (né le 6 mai 1984) est un athlète allemand, spécialiste du sprint.
Avec 20 s 37, il détient la 5e meilleure performance sur 200 mètres en Europe (à Wetzlar le 28 juillet 2007).

## Palmarès

### Championnats du monde junior d'athlétisme
- Championnats du monde junior d'athlétisme 2002 à Kingston,  Jamaïque
  - 7e sur 200 m

### Championnats d'Europe junior d'athlétisme
- Championnats d'Europe junior d'athlétisme 2003 à Tampere,  Finlande
  -  Médaille d'argent sur 100 m
  -  Médaille de bronze sur 200 m